# Puegnago del Garda
Puegnago del Garda es una comuna italiana de 2775 habitantes y se halla en la provincia de Brescia, a las orillas del lago de Garda. La fracción Raffa era comuna autónoma hasta el 1928. El ayuntamiento se encuentra en la fracción Castello.

## Lugares de interés
Puegnago es una localidad turística del lago de Garda. En Puegnago destacan:
- las ruinas del castillo medieval del siglo IX, que se hallan el la en la fracción Castello (esta palabra significa castillo en italiano).
- los pequeño lagos de Sovenigo (Laghetti di Sovenigo en italiano), que se encuentran en campos d olivos.

## Evolución demográfica
| Gráfica de evolución demográfica de Puegnago del Garda entre 1861 y 2001 |
|                                                                          |
| Fuente ISTAT - elaboración gráfica de Wikipedia                          |